# Simone Antonini
Simone Antonini (Empoli, 12 febbraio 1991) è un ex ciclista su strada italiano, professionista dal 2015 al 2018.

## Palmarès
- 2007 (Allievi, una vittoria)[1]

Campionato Italiano Allievi su Strada
- 2008 (G.S. Stabbia Iperfinish Pratese Grassi - Juniores, una vittoria)[1]

Trofeo Dorigo
- 2009 (G.S. Stabbia Iperfinish Pratese Grassi - Juniores, sette vittorie)[2]

Pisa-Livorno
Coppa San Michele
1ª frazione Coppa Brotini Cesare - Combinata
2ª frazione Coppa Brotini Cesare (cronometro)
3ª tappa, 2ª semitappa Trittico Veneto (Orsago, cronometro)
Classifica generale Trittico Veneto
Classifica generale Giro della Lunigiana
- 2011 (Team Idea Shoes - Under 23, una vittoria)

Pistoia-Fiorano
- 2012 (Team Idea Shoes - Under 23, due vittorie)

Pistoia-Fiorano
Giro del Trasimeno - Memorial Rolando Falzetti
- 2014 (Marchiol - Under 23, una vittoria)

Classifica generale Giro della Regione Friuli Venezia Giulia

### Altri successi
- 2013 (Mastromarco - Under 23)

1ª tappa Giro delle Valli Cuneesi (Bene Vagienna, cronosquadre)
- 2014 (Marchiol - Under 23)

1ª tappa, 1ª semitappa Giro della Regione Friuli Venezia Giulia (Azzano Decimo, cronosquadre)

## Piazzamenti

### Classiche monumento
- Giro delle Fiandre

2015: ritirato
- Parigi-Roubaix

2015: 117º
- Liegi-Bastogne-Liegi

2015: ritirato

### Competizioni mondiali
- Campionati del mondo

Mosca 2009 - In linea Junior: ritirato
Toscana 2013 - Cronometro Under-23: 49º